# Karlijn Swinkels
Karlijn Swinkels   (Handel, 28 d'octubre de 1998) és una ciclista neerlandesa de carretera que actualment corre per a l'equip UAE Team ADQ en categoria UCI Women’s WorldTeam.
Ha estat campiona del món júnior en contrarellotge.

## Palmarès
- 2016
  -  Campiona del món de ciclisme en contrarellotge júnior
- 2019
  - Vencedora d'una etapa a la Volta a Burgos
- 2023
  - 1a a la Volta a la Semois i vencedora de dues etapes
- 2024
  - 1a al Gran Premi de Valònia
  - 1a a la Volta a la Semois
- 2025
  - 1a al Trofeu Oro in Euro

### Resultats a les Grans Voltes

#### Giro d'Itàlia
- 2022: 79a posició
- 2023: 85a posició

#### Tour de França
- 2022: 33a posició
- 2023: 76a posició
- 2024: 39a posició
- 2025: Abandona a la 5a etapa

#### Volta a Espanya
- 2024: 36a posició